# Crucero (monumento)

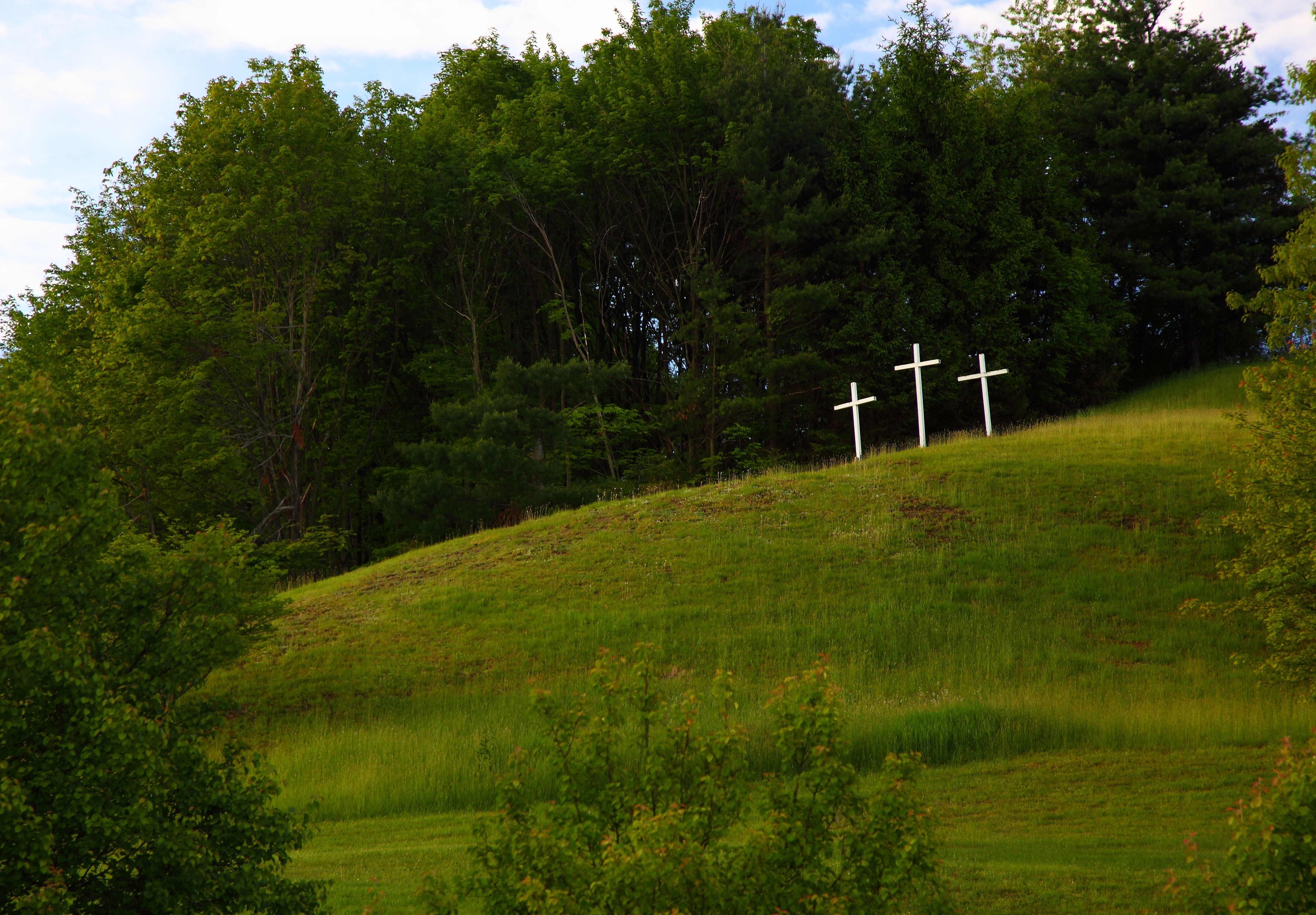
Calvario en Virginia Occidental en los Estados Unidos.

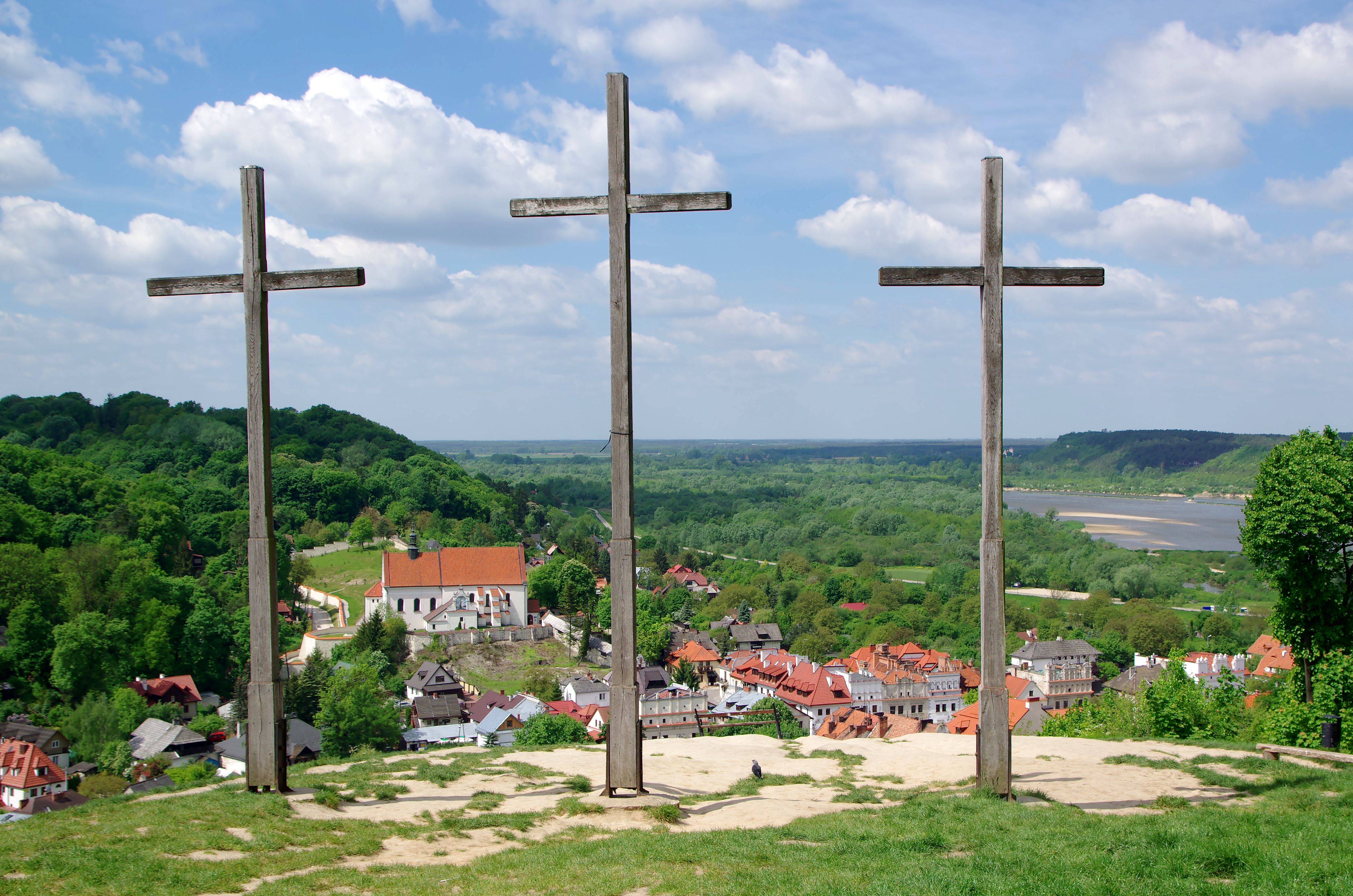
Calvario en Kazimierz Dolny, Polonia.

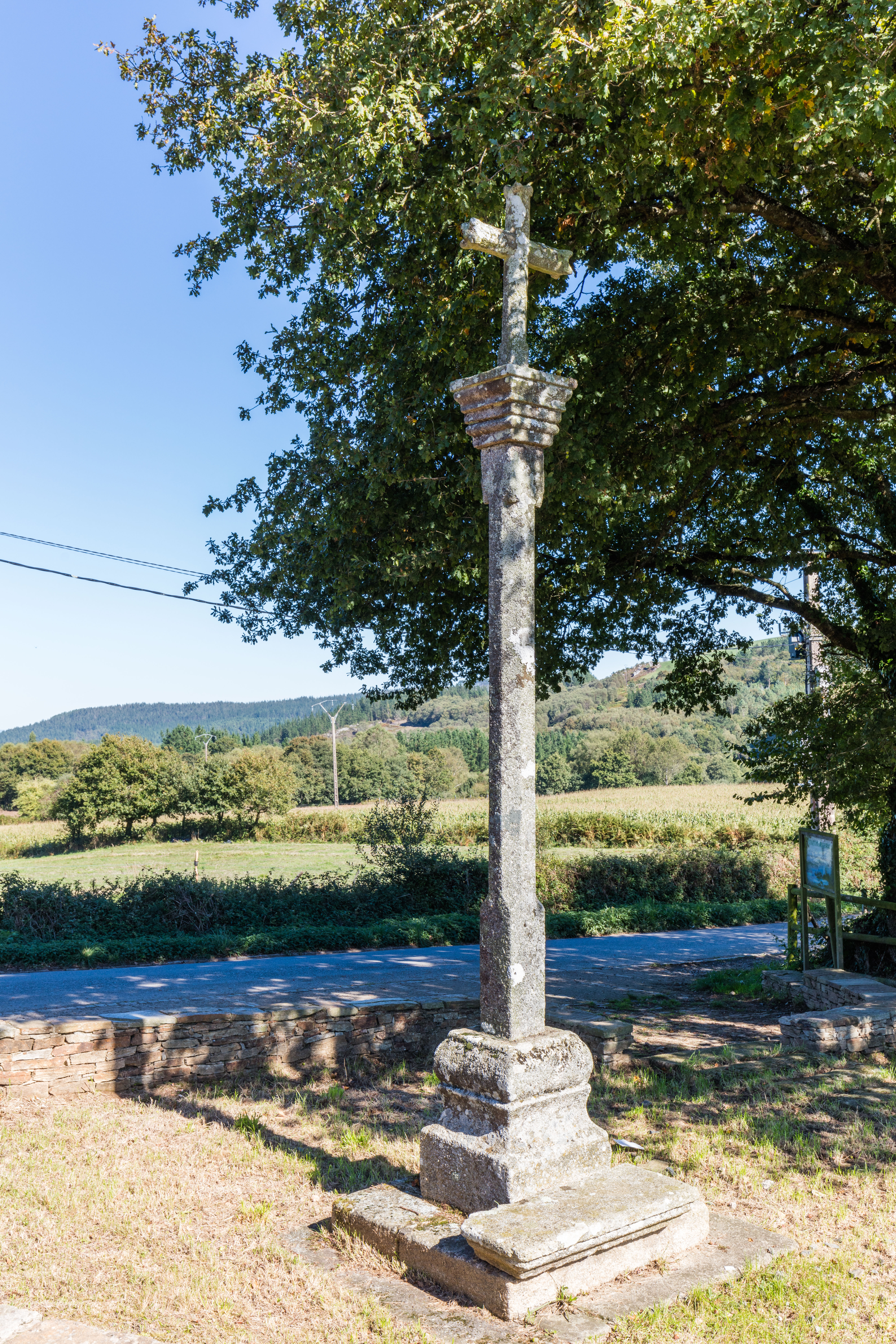
Crucero en el Camino de Santiago, Lugo, España.

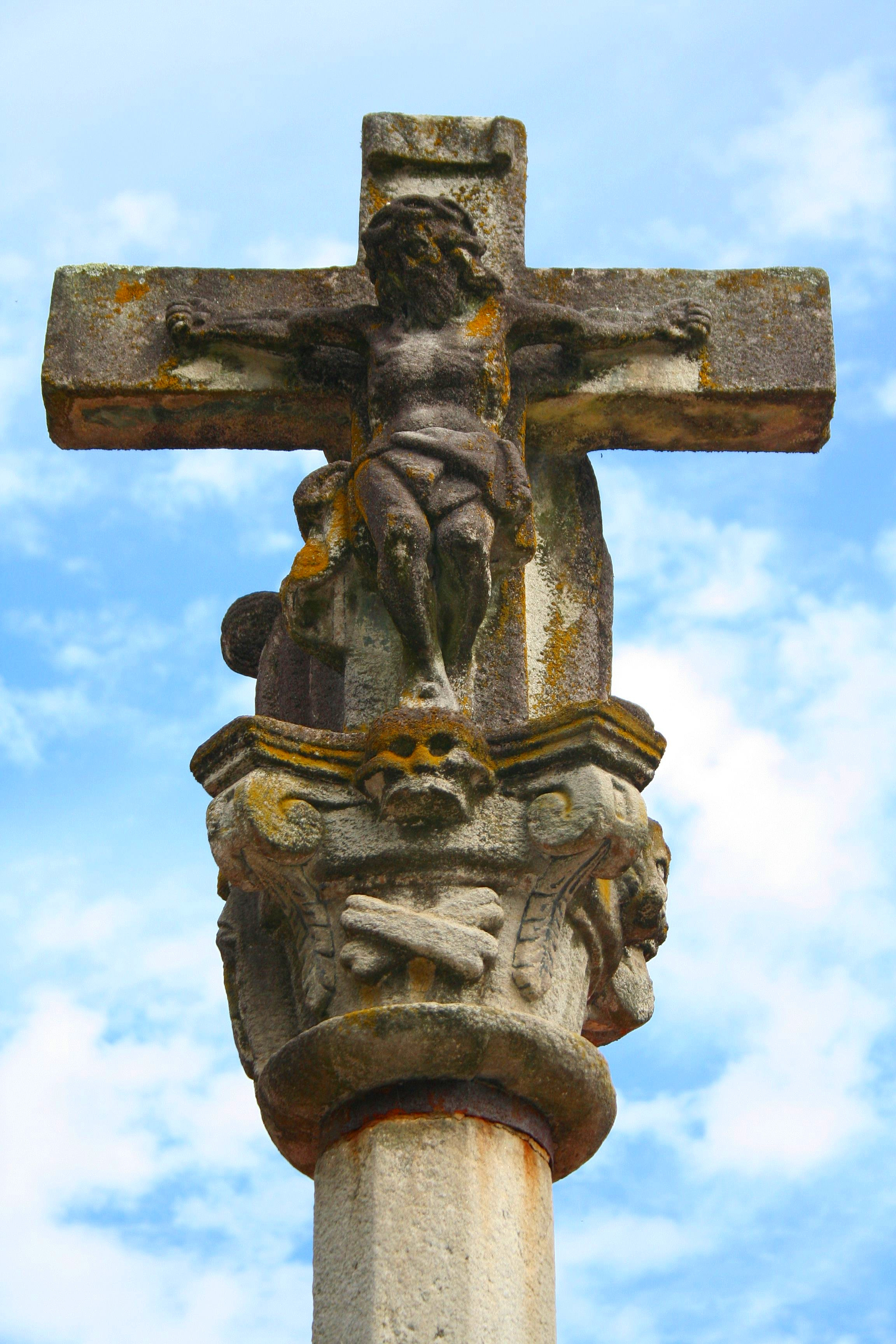
Crucero en la parroquia pontevedresa de Combarro, Poyo, Galicia (España).

El crucero es un monumento religioso constituido por una cruz generalmente de piedra (en menor medida, los hay construidos en madera  o hierro) sobre un pilar, situado en un lugar público, principalmente encrucijadas (cruces de caminos), atrios de iglesias o lugares elevados. Puede formar parte de un vía crucis.  Usualmente un calvario tiene tres cruces, la de Jesucristo y las de mal Ladrón y buen Ladrón.
Es una obra de arte popular, mayormente esculpida en granito. Está constituido por varios elementos:
- Plataforma de una o más gradas.
- Pedestal, normalmente cuadrangular, liso o con inscripciones.
- Fuste (o varal), cuadrangular, octogonal o cilíndrico, liso con motivos diversos (escalera, martillo, tenazas, calaveras, serpiente, santiños (escenas del pecado original, etc).
- Capitel, de compleja y variada composición (volutas, calaveras, querubines alados, entre otras figuras).
- Cruz, raramente sola, a veces con un Cristo crucificado en su cara anterior, y una imagen de la Virgen María o de algún santo en su cara posterior.

El contexto histórico en el que se desarrollaron los cruceros gallegos es, claramente, el ambiente religioso creado a partir de la Contrarreforma. No existen cruceros anteriores al Concilio de Trento que terminó en 1564, y es notorio que desde el Concilio, en el que participaron no pocos gallegos, su número aumento exponencialmente. 
La relación del espíritu de la Contrarreforma con los cruceros se aprecia en las actas de la sesión XXV y última del Concilio de Trento, en la parte referida a la veneración de reliquias de los Santos y las Imágenes Sagradas que viene a recoger claramente el ánimo que pudo impulsar la aparición de los cruceros: 

"Enseñen también con cuidado los obispos que por medio de las historias de los misterios de nuestra redención, expresadas en pinturas y otras representaciones, se instruye y afirma el pueblo en los artículos de la fe que deben ser recordados y meditados continuamente; y añádase que de todas las sagradas imágenes se saca mucho fruto, no solo porque recuerdan los fieles los beneficios y dones que Jesucristo les ha dado sino que también porque se expresen a la vista del pueblo los milagros que Dios ha obrado por medio de los Santos, y se exciten a adorar y amar a Dios y a practicar obras de Piedad"

También pudo impulsar la aparición de los cruceros, el que la Inquisición se estableciese en Galicia en 1562. Desde ese año el Santo Tribunal desarrolló poca actividad y de hecho la interrumpió en 1569 para asentarse de forma definitiva en 1574. A partir de entonces la expansión por Galicia del tribunal fue rápida, desarrollando 2023 procesos hasta el año 1700, periodo que se corresponde con el de la fase de formación y primera expansión de los cruceros. Sin embargo, no se debe interpretar con los datos existentes hasta ahora, que fue la Inquisición la mano creadora de los cruceros. La Inquisición no fue más que el guardián de la ortodoxia que depuró de obstáculos el camino a los artistas fervientemente católicos que levantaron los primeros cruceros. Los cruceros fueron creados, desarrollados e incluso auspiciados por los obispos postridentinos a través de las constituciones sinodales.
Estudios recientes parecen demostrar, con pruebas estadísticas irrefutables, que el franciscanismo laico, a través de la V.O.T. (Tercera Orden de San Francisco), fue la vía de expansión de los cruceros. La evolución de la V.O.T. y del número de cruceros van a la par. Los dos siglos de máxima presencia de la V.O.T. en Galicia se corresponden con los siglos en los que más cruceros se levantaron.
Las fechas de los primeros cruceros coinciden y se engarzan a la perfección con este período cronológico. El “Cruceiro da Ascensión” se mandó hacer en 1592, en Nigrán hay uno más antiguo, el de Parada, de 1583 y en el Rosal dos de los años 1572 y 1573. En el ayuntamiento de Las Nieves el crucero más antiguo es el del barrio del crucero (Santa Eulalia de Batalláns) de 1788; en Caldas de Reis, el Crucero de Tibó (Santa María de Caldas de Reis) es del año 1654; en la Cañiza, la Cruz alta do Temperán, marca la fecha de 1719; en Nigrán la Cruz en el atrio de la iglesia de San Felix Nigrán se remonta a 1681 y el de Camos es de 1616. Significativa es la proliferación de cruceros en Villagarcía de Arosa: Soutelo, Rubians (1681), Pazo da Golpelleira (1685), Campanario (1683), Cruceiro da Laxe (1635), Moscallo (1614) y Fontecarmoa (1659). Ninguno es anterior a Trento y en este punto no se puede considerar el crucero de Melide como un crucero. La desarmonía entre la cruz gótica y el resto del conjunto monumental es manifiesta. Se desconoce el uso primigenio de esta cruz pero está claro que fue reacondicionada como crucero. Igualmente el de la Santísima Trinidad de Bayona, no es un crucero en sí, se trata de una cruz monumental y colosal, realizada en piedra y única en Galicia por su forma y probable función. 
La prueba de la mano modeladora o tuteladora de la Iglesia en los cruceros se encuentra en las constituciones sinodales. Antes de Trento no se hablaba de cruces de bulto externas y en la sesión XXV y última del Concilio de Trento, en la parte titulada “De Invocatione veneratione et reliquias sanctorum, et sacriis imaginabas”, ya se dibujaba la posibilidad de la aparición de los cruceros u forma artística similar. En las constituciones sinodales del obispado de Orense de 1622 y en las de Lugo de 1675 se introduce el título “De reliquias, et veneratione sanctorum” que reza:

“Que no se pinten, ni esculpan Cruces en el suelo, ni en los rincones. Porque de la costumbre que hay de poner, o pintar Cruces en los rincones, portales y paredes de las Iglesias de la parte de afuera, y de algunas casas, y calles por evitar que en aquellas partes no se echen inmundicias, por la veneración que les deben tener, no solamente no se consigue el fin que se pretendía, más se da ocasión a mayor irreverencia, y desacato de tan santa insignia; ordenamos, y mandamos en virtud de santa obediencia, y so pena de excomunión mayor, y otras penas a nuestro arbitrio, que ninguna persona ponga Cruces de bulto, ni pintadas en las dichas partes, y lugares para el mismo efecto; y si las quisieren poner por su devoción, estén levantadas más de un estado (dos metros más o menos que es la altura habitual de los varales de los cruceros más antiguos) de la superficie del suelo. Y so la dicha pena mandamos que las Cruces e Imágenes que estuvieren puestas en las dichas paredes, o rincones, se quiten dentro de un mes”

Es probable, aunque no existe documento alguno que lo pruebe, que las órdenes mendicantes contribuyesen a la expansión de los cruceros, siempre dentro de la ortodoxia católica, pues muchos de ellos forman parte de los vía crucis. En este punto es significativo que la autoridad ordinaria aunque subordinada, para autorizar que se levantase un vía crucis la tenían los frailes menores de San Francisco, como custodios y defensores de los Santos Lugares y fervientes propagadores de esta devoción. Esto consta del Breve de Benedicto XIV Cum tanta sit, dado el 30 de agosto de 1741.
Los cruceros se siguieron desarrollando, tras siglo y medio de expansión, hasta mediados del siglo XVIII. A partir de esa fecha, aunque se siguieron construyendo, la fiebre edificadora de los mismos disminuye. Este hecho se debió a la reducción del fervor religioso por las nuevas ideas de la Ilustración. Sobre esta idea Emilio Orozco encuentra la frase perfecta al manifestar sobre el Barroco que: «El hecho es, pues, bien claro: cuando el misticismo católico se apaga, se apagan también los últimos rescoldos de la gran hoguera del barroquismo artístico y literario». Lo cierto es que a partir de mediados del siglo XVIII los cruceros se levantan por motivos bien distintos a los de los siglos XVI-XVII, generalmente por tradición popular y así han llegado hasta nuestros días modelando el paisaje gallego.
La expresión simplificada del crucero es la cruz de piedra, sola, sin nada más. Existen también los denominados «cruceros de capilla», en los cuales el capitel está sustituido por una capilla en piedra con imágenes.